# Anthony Rapp

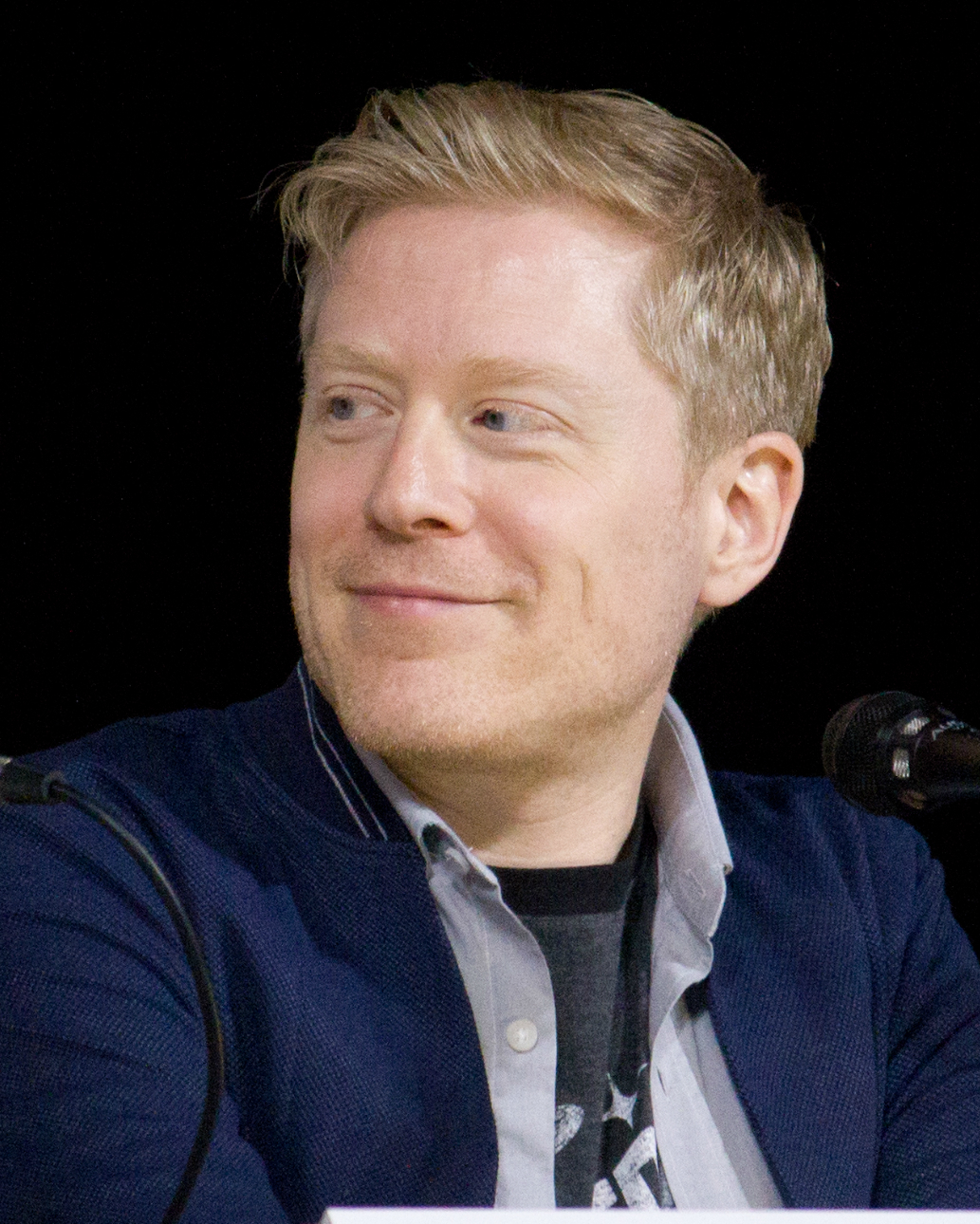
Anthony Rapp 2017

Anthony Deane Rapp (* 26. Oktober 1971 in Chicago, Illinois) ist ein US-amerikanischer Schauspieler. Rapp wurde 1996 in der Rolle des Mark Cohen im Musical Rent bekannt, die er 2005 auch in der Verfilmung verkörperte.

## Leben und Karriere
Anthony Dean Rapp wurde als Sohn von Mary Lee Baird und Douglas Rapp in Chicago geboren und wuchs in Joliet auf. Nach der Scheidung seiner Eltern wuchs er bei seiner Mutter auf. Sein Bruder ist der Schriftsteller Adam Rapp. Er besuchte die Joliet West High School und spielte bereits während seiner Jugend im Interlochen Center for the Arts Schauspiel. Er begann ein Studium an der New York University und brach es anschließend zugunsten einer Schauspielkarriere in Hollywood ab.
Kleinere Rollen spielte Rapp in der Folge unter anderem in Confusion – Sommer der Ausgeflippten und Das Leben – Ein Sechserpack in den neunziger Jahren und nach der Jahrtausendwende in A Beautiful Mind und Road Trip.
Einem breiteren Publikum wurde er 2017 bis 2024 mit der Rolle des Lt. Paul Stamets in der Science-Fiction-Serie Star Trek: Discovery bekannt.
Im Jahr 1997 gab Rapp in einem Interview mit dem Oasis Magazine bekannt, zwar verschiedene Beziehungen zu Frauen gehabt zu haben, sich selbst aber in erster Linie als homosexuellen Mann zu sehen. Im Oktober 2017 berichtete Rapp in einem Interview mit BuzzFeed, dass Schauspieler Kevin Spacey ihn 1986 sexuell belästigt habe. Rapp war damals 14 und Spacey 26 Jahre alt.
Kevin Spacey gab im Zuge der Anschuldigungen an, sich zwar nicht mehr an den Vorfall zu erinnern, Rapp jedoch eine „ernsthafte Entschuldigung“ schuldig zu sein, sollte es sich tatsächlich so zugetragen haben. 2020 erstattete Anthony Rapp Strafanzeige wegen der mutmaßlichen sexuellen Belästigung, die jedoch mangels Beweisen vom zuständigen Gericht verworfen wurde. In einem anschließenden Zivilprozess forderte Rapp von Spacey 40 Millionen Dollar Schmerzensgeld. Am 20. Oktober 2022 wurde Spacey auch in diesem Verfahren in allen Klagepunkten freigesprochen.

## Musicals (Auswahl)
- 1996–1998, 2006, 2007, 2009: Rent: Mark Cohen (Broadway, National Tour, West End)
- 1999: You’re a Good Man, Charlie Brown: Charlie Brown (Broadway)
- 2014–2015: If/Then: Lucas (Broadway, National Tour)

## Filmografie (Auswahl)
- 1987: Die Nacht der Abenteuer (Adventures in Babysitting)
- 1989: Die phantastische Geisternacht (Grave Secrets: The Legacy of Hilltop Drive)
- 1989: Lolita Kill (Far from Home)
- 1992: Der Außenseiter (School Ties)
- 1993: Confusion – Sommer der Ausgeflippten (Dazed and Confused)
- 1993: Das Leben – Ein Sechserpack (Six Degrees of Separation)
- 1994: Der steinige Weg zur Gerechtigkeit (Assault at West Point: The Court-Martial of Johnson Whittaker)
- 1997: Chaos City (Spin City, Fernsehserie, Folge 1x17)
- 1997: Akte X – Die unheimlichen Fälle des FBI (The X-Files, Fernsehserie, Folge 5x04)
- 2000: Road Trip
- 2001: A Beautiful Mind – Genie und Wahnsinn (A Beautiful Mind)
- 2004, 2012: Law & Order: Special Victims Unit (Fernsehserie, 2 Folgen)
- 2005: Ein Winter in Michigan (Winter Passing)
- 2005: Rent
- 2006–2007: Kidnapped – 13 Tage Hoffnung (Kidnapped, Fernsehserie, 4 Folgen)
- 2009: The Other Woman (Love and Other Impossible Pursuits)
- 2013: Psych (Fernsehserie, Folge 7x15)
- 2015: The Knick (Fernsehserie, 3 Folgen)
- 2016: Do You Take This Man
- 2017–2018: The Good Fight (Fernsehserie, 3 Folgen)
- 2017–2024: Star Trek: Discovery (Fernsehserie)
- 2018: Tote Mädchen lügen nicht (13 Reasons Why, Fernsehserie, Folge 2x13)

## Diskografie
- 2000: Look Around